# Viktor Andersson
Viktor Andersson (* 6. November 1992 in Lofsdalen) ist ein schwedischer Freestyle-Skier. Er startet in der Disziplin Skicross.

## Werdegang
Andersson, der für den Vemdalens If startet, trat als Skicrosser im März 2012 in Mora erstmals im Europacup an und belegte dabei den 66. Platz. Bei den Juniorenweltmeisterschaften 2012 und 2013 in Chiesa in Valmalenco belegte er die Plätze zehn und 25. Sein erstes Weltcuprennen absolvierte er am 8. Dezember 2012 in Nakiska und beendete es auf dem 29. Rang. Im folgenden Monat erreichte er mit Platz acht in Megève seine erste Top-Zehn-Platzierung im Weltcup. Bei den Weltmeisterschaften 2013 in Voss kam er auf den 27. Platz. Im Februar 2015 gelang Andersson mit Platz 3 in Tegernsee die erste Weltcup-Podestplatzierung. Bei den Weltmeisterschaften 2015 am Kreischberg belegte er den 25. Platz. In den Jahren 2015 und 2016 wurde er schwedischer Meister im Skicross.
Zu Beginn der Saison 2016/17 errang Andersson in Val Thorens den dritten Platz. Im weiteren Saisonverlauf kamen fünf Platzierungen unter die ersten Zehn hinzu, womit er den zehnten Platz im Skicross-Weltcup belegte. Beim Saisonhöhepunkt, den Weltmeisterschaften 2017 in der Sierra Nevada, gelang ihn der 28. Platz. Nach Platz 22 in Val Thorens zu Beginn der Saison 2017/18 holte er am 12. Dezember 2017 in Arosa seinen ersten Weltcupsieg.
Andersson nahm bisher an 58 Weltcuprennen teil und belegte dabei neunmal eine Platzierung unter den ersten zehn. (Stand: 15. Dezember 2017)

## Erfolge

### Weltmeisterschaften
- Voss 2013: 27. Skicross
- Kreischberg 2015: 21. Skicross
- Sierra Nevada 2017: 28. Skicross
- Idre 2021: 22. Skicross

### Weltcupsiege
Andersson errang im Weltcup bisher 7 Podestplätze, davon 2 Siege:
| Datum             | Ort   | Land    |
| ----------------- | ----- | ------- |
| 12. Dezember 2017 | Arosa | Schweiz |
| 16. Dezember 2020 | Arosa | Schweiz |

### Weltcupwertungen
| Saison  | Gesamt | Gesamt | Skicross | Skicross |
| Saison  | Platz  | Punkte | Platz    | Punkte   |
| ------- | ------ | ------ | -------- | -------- |
| 2012/13 | 140.   | 7      | 30.      | 69       |
| 2014/15 | 99.    | 9      | 27.      | 98       |
| 2015/16 | 140.   | 7,08   | 30.      | 85       |
| 2016/17 | 53.    | 23,64  | 10.      | 331      |
| 2017/18 | 60.    | 21,10  | 12.      | 211      |
| 2018/19 | 166.   | 4,73   | 34.      | 52       |
| 2019/20 | 57.    | 21,55  | 11.      | 237      |
| 2020/21 |        |        | 9.       | 287      |

### Juniorenweltmeisterschaften
- Chiesa in Valmalenco 2012: 10. Skicross
- Chiesa in Valmalenco 2013: 25. Skicross

### Weitere Erfolge
- 1 Podestplatz im Europacup
- 2 schwedische Meistertitel (2015, 2016)